# Katja Wächter
Katja Wächter (ur. 28 stycznia 1982 w Lipsku) – niemiecka florecistka, brązowa medalistka mistrzostw świata, trzykrotna medalistka mistrzostw Europy.
W 2001 roku zdobyła drużynowo brązowy medal na mistrzostwach świata juniorów w Gdańsku.
Podczas mistrzostw świata w Antalyi w 2009 roku Niemki w składzie: Maria Bartkowski, Carolin Golubytskyi, Anja Schache i Katja Wächter zdobyły drużynowo brązowy medal. W tej samej konkurencji była też między innymi czwarta na mistrzostwach świata w Paryżu w 2010 roku.
Wystartowała na igrzyskach olimpijskich w Pekinie w 2008 roku, gdzie była piąta drużynowo i ósma indywidualnie. Były to jej jedyne starty olimpijskie.
Zdobyła srebrny medal w turnieju indywidualnym na mistrzostwach Europy w Płowdiwie (2009). Ponadto wywalczyła srebro drużynowo na mistrzostwach Europy w Lipsku (2010) oraz brąz na mistrzostwach Europy w Sheffield (2011).